# Serra del Gos
La Serra del Gos és una serra situada al municipi de Balaguer a la comarca de la Noguera, amb una elevació màxima de 296 metres.